# (4998) Kabashima
(4998) Kabashima est un astéroïde de la ceinture principale.

## Description
(4998) Kabashima est un astéroïde de la ceinture principale. Il fut découvert le 5 novembre 1986 à Toyota par Kenzo Suzuki et Takeshi Urata. Il présente une orbite caractérisée par un demi-grand axe de 3,01 UA, une excentricité de 0,07 et une inclinaison de 9,9° par rapport à l'écliptique.

## Compléments